# Akiyo Noguchi
Akiyo Noguchi (野口 啓代, Noguchi Akiyo, 30 de maio de 1989) é uma escaladora japonesa.

## Carreira
Noguchi cresceu em uma fazenda de gado em Ibaraki. Desde muito jovem ela subia em edifícios e árvores. Em 2000, quando tinha 11 anos, experimentou pela primeira vez uma verdadeira parede de escalada, durante uma viagem de férias a Guam. De volta à casa, ela ingressou imediatamente em uma academia de escalada local. Mais tarde, seu pai construiu para ela uma parede de escalada em um antigo estábulo de gado na fazenda.
Em 2007, ela começou a competir nas Copas do Mundo de Bouldering, chegando ao pódio três vezes. Nos Jogos Olímpicos de Verão de 2020 em Tóquio, Noguchi conquistou a medalha de bronze na prova de combinado feminino.